# Alvania albolirata
Alvania albolirata är en snäckart som först beskrevs av Carpenter 1864.  Alvania albolirata ingår i släktet Alvania och familjen Rissoidae. Inga underarter finns listade i Catalogue of Life.